# Ann Haven Morgan
Ann Haven Morgan (nacida "Anna" el 6 de mayo de 1882 - 5 de junio de 1966) fue una zoóloga y ecóloga estadounidense.

## Biografía
Anna Morgan, una de los tres hijos de Stanley G. Morgan y Julia A. Douglass Morgan, nació en Waterford, Connecticut y asistió al Williams Memorial Institute en New London, Connecticut. En 1902, Anna se unió al Wellesley College y luego se transfirió a la Universidad de Cornell. Después de recibir una licenciatura en 1906, trabajó como asistente e instructora para el departamento de zoología del Mount Holyoke College hasta 1909. En la Universidad de Cornell, obtuvo un doctorado. En 1912 con una disertación titulada Una contribución a la biología de la mosca de mayo,  después de lo cual se convirtió en profesora en Mount Holyoke College. Morgan se convirtió en profesor asociado en 1914 y luego en profesor titular en 1918. De 1916 – 1947 fue presidenta del departamento de zoología de Mount Holyoke, cargo que ocupó hasta su jubilación. Durante este período, en los meses de verano también enseñó zoología marina en el Laboratorio de Biología Marina Woods Hole. Murió de cáncer de estómago en South Hadley, Massachusetts. Su investigación e instrucción se centró en limnología, hibernación animal y cuestiones ecológicas y ambientales. Es autora de tres libros sobre zoología. La edición de 1933 de American Men of Science la incluyó junto con otras dos mujeres entre el total de 250 entradas. Recibió becas de investigación de la Asociación Estadounidense para el Avance de la Ciencia, la Fundación Rockefeller y la Academia Nacional de Ciencias. 